# Mangora hemicraera
Mangora hemicraera là một loài nhện trong họ Araneidae.
Loài này thuộc chi Mangora. Mangora hemicraera được Tord Tamerlan Teodor Thorell miêu tả năm 1890.